# Paris-l'Hôpital
Paris-l'Hôpital é uma comuna francesa na região administrativa de Borgonha-Franco-Condado, no departamento Saône-et-Loire. Estende-se por uma área de 2,73 km². Em 2010 a comuna tinha 314 habitantes (densidade: 115 hab./km²).